# Ťia-jü-kuan

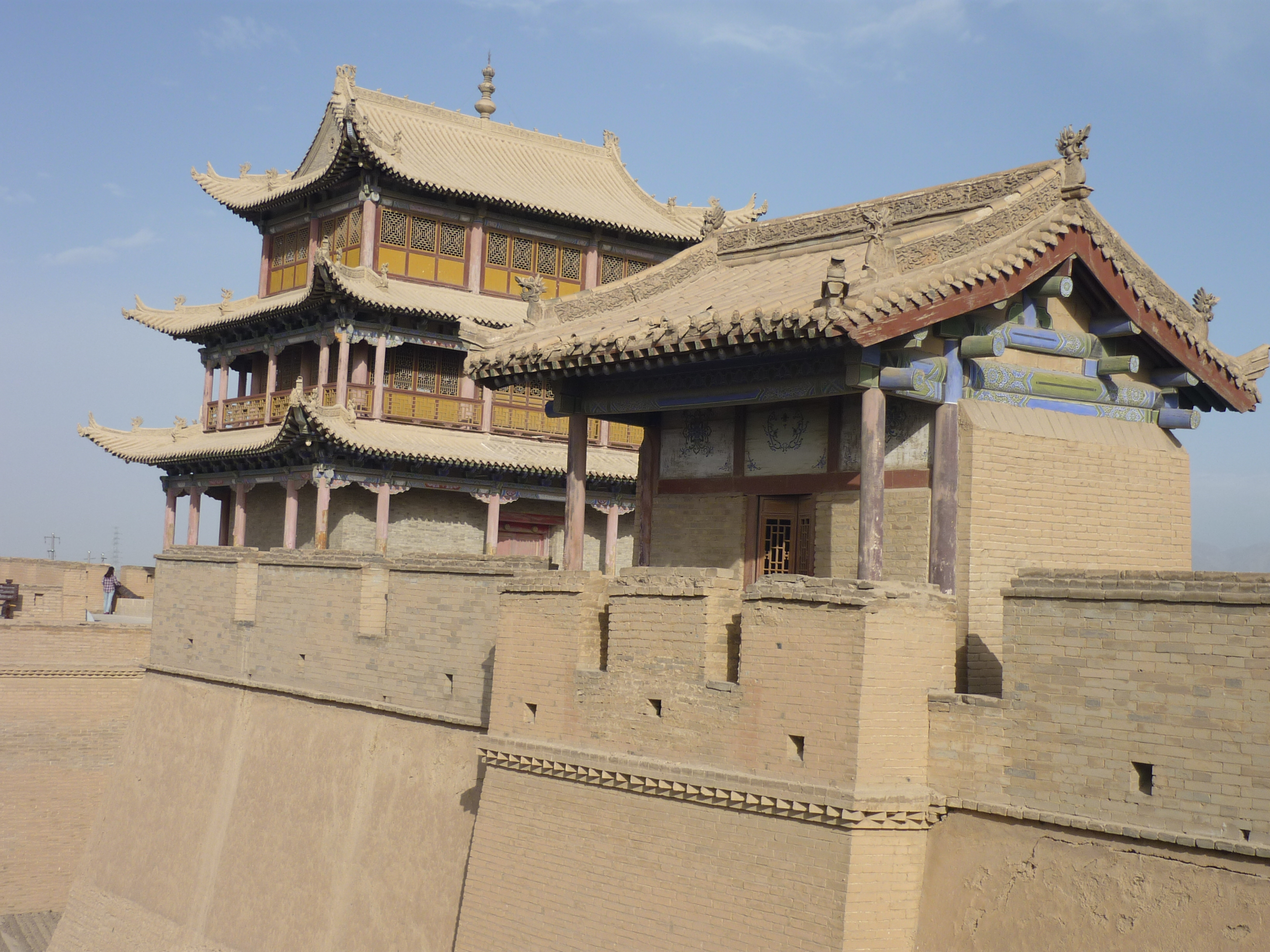
Městské hradby

Ťia-jü-kuan (čínsky: 嘉峪关, pchin-jin: Jiayuguan) je město v severozápadní části provincie Kan-su v Čínské lidové republice. Leží ve stejnojmenném průsmyku, který má velký strategický význam, protože spojuje Čínu a střední Asii.
Město s dobře zachovanými hradbami je známé především díky tomu, že se v jeho blízkosti nachází pevnost v průsmyku končící Velké čínské zdi. V minulosti bylo město také významnou zastávkou na Hedvábné stezce.